# Fø
Fø (lies: eff-ö) ist eine Abkürzung für Føroyar, den Landesnamen  der Färöer. Es war von 1958 bis 1976 das einheitliche Kfz-Kennzeichen der Färöer (weiß auf schwarzem Grund).
Als umgangssprachliche Abkürzung (nur in der Schriftsprache) ist Fø hinter das weitaus häufigere FO zurückgetreten, das seit 1996 auch Nationalitätenkennzeichen der Färöer ist:
Eg fari til Fø – lies: Eg fari til Føroyar – „Ich fahre zu den Färöern“